# Бяла Река (Пловдивська область)
Бя́ла Река́ (болг. Бяла река) — село в Пловдивській області Болгарії. Входить до складу общини Пирвомай.

## Населення
За даними перепису населення 2011 року у селі проживали 768 осіб.
Національний склад населення села:
| Національність   | Кількість осіб | Відсоток |
| ---------------- | -------------- | -------- |
| болгари          | 598            | 79,0%    |
| цигани           | 145            | 19,2%    |
| турки            | 14             | 1,8%     |
| інша             | 0              | 0%       |
| не визначились   | 0              | 0%       |
| Всього відповіли | 757            |          |

Розподіл населення за віком у 2011 році:
Динаміка населення: